# Atelier Mondial
Das Programm Atelier Mondial (bis 2014 iaab – Internationales Austausch- und Atelierprogramm Region Basel) ermöglicht Kunstschaffenden der Sparten Bildende Kunst, Tanz / Performance, Literatur (Writer in Residence), Mode & Textil sowie Recherche (Kuratierung, Kunstkritik und Kunstvermittlung) aus der Dreiländerregion Basel mehrmonatige Werkaufenthalte in Form von Atelier- und Reisestipendien im Ausland. Im Gegenzug können ausländische Künstler die Atelier-Mondial-Wohnateliers in Basel/Dreispitzareal, Freiburg im Breisgau und Mulhouse benutzen.
Die Austauschdestinationen werden einmal jährlich ausgeschrieben und nach Auswahl durch eine Fachjury vergeben. Die Auswahl der Gastkünstler obliegt in der Regel den Atelier-Mondial-Partnerorganisationen im Ausland. Rund dreissig Künstler nehmen jedes Jahr an diesem Austausch teil. Von den Auslandsateliers gehören zwei den Kantonen Basel-Stadt und Basel-Landschaft in Berlin und Paris. Getragen wird das Programm von der Christoph Merian Stiftung in Basel, den Kantonen Basel-Landschaft und Basel-Stadt, der Gemeinde Riehen, den Städten Freiburg im Breisgau und Lörrach sowie der Region Elsass.
Das Austauschprogramm besteht seit 1986 (damals noch Internationale Austausch Ateliers Basel) und soll den interkulturellen und interdisziplinären Dialog über Kunst fördern. Zu diesem Zweck unterhält Atelier Mondial insbesondere Kontakt mit Ländern, deren Kunstverständnis und -tradition nicht dem westlichen entsprechen. Seit der Gründung ist Atelier Mondial mit folgenden Orten aktuelle und ehemalige Austauschpartnerschaften eingegangen (Stand 2024, aktuelle Orte sind mit einem Stern* markiert):
- Antofagasta (Chile)*
- Bali (Indonesien)
- Bamako (Mali)
- Berlin (Deutschland)*
- Bologna (Italien)
- Buenos Aires (Argentinien)
- Clarksville (USA)
- Duala (Kamerun)
- Edinburgh (Grossbritannien)
- Fremantle/Perth (Australien)
- Genua (Italien)*
- Havanna (Kuba)
- Helsinki (Finnland)
- Istanbul (Türkei)
- Johannesburg (Südafrika)
- Kanton (China)
- Kapstadt (Südafrika)
- Kiew (Ukraine)
- Kinshasa (Kongo)*
- Manila (Philippinen)
- Meiningen (Deutschland)
- Montréal (Kanada)
- Moskau (Russland)
- New Delhi (indien)
- New York (USA)*
- Nouméa (Neukaledonien)
- Oaxaca (Mexico)*
- Paris (Frankreich)*
- Peking (China)
- Port Vila (Vanuatu)
- Rio de Janeiro (Brasilien)
- Rotterdam (Niederlande)
- Schabramant/Kairo (Ägypten)
- Taipei (Taiwan)
- Tiflis (Georgien)
- Tokio (Japan)*
- Ubud/Bali (Indonesien)
- Warschau (Polen)
- Yerewan (Armenien)*

## Weblink
- Homepage